# 比拉德穆尔斯
比拉德穆尔斯，是西班牙加泰罗尼亚赫罗纳省的一个市镇。总面积62平方公里，总人口723人（2001年），人口密度12人/平方公里。